# David Martínez (calciatore 2006)
David Enmanuel Martínez Morales (El Tigre, 7 febbraio 2006) è un calciatore venezuelano, attaccante del Los Angeles FC e della nazionale venezuelana.

## Carriera

### Club
Martínez ha iniziato a giocare presso la squadra locale del Tigre in un torneo giovanile a Puerto Ordaz dove ha giocato contro una rappresentativa giovanile del Monagas. Le sue prestazioni hanno attirato l'interesse di un dirigente della federazione venezuelana e nel 2017 ha iniziato ad allenarsi con il Monagas, unendosi in modo ufficiale l'anno successivo.
Il 26 febbraio 2022 ha debuttato in prima squadra entrando in campo nel secondo tempo della sfida di Primera División vinto 3-1 contro il Mineros. Alla sua quinta presenza, contro lo Zulia, ha realizzato la sua prima rete.
Il 1º febbraio 2024 viene ceduto al Los Angeles FC con cui ha firmato un contratto quadriennale.

### Nazionale
Nel gennaio 2023 è stato convocato dalla Nazionale Under-20 per disputare il Campionato sudamericano di categoria. Successivamente ha preso parte alla competizione sudamericana anche con l'Under-17, dove si è reso protagonista con 4 reti in 8 incontri oltre ad aver ottenuto la qualificazione alla successiva edizione del Campionato mondiale.
Nell'aprile 2022 è stato convocato per la prima volta dalla Nazionale maggiore, con cui ha esordito il 18 giugno nel corso di un'amichevole contro il Guatemala.

## Statistiche
Statistiche aggiornate al 1º febbraio 2024.

### Presenze e reti nei club
| Stagione        | Squadra         | Campionato      | Campionato | Campionato | Coppe nazionali | Coppe nazionali | Coppe nazionali | Coppe continentali | Coppe continentali | Coppe continentali | Altre coppe | Altre coppe | Altre coppe | Totale | Totale | Totale |
| Stagione        | Squadra         | Comp            | Pres       | Reti       | Comp            | Pres            | Reti            | Comp               | Pres               | Reti               | Comp        | Pres        | Reti        | Pres   | Reti   |        |
| --------------- | --------------- | --------------- | ---------- | ---------- | --------------- | --------------- | --------------- | ------------------ | ------------------ | ------------------ | ----------- | ----------- | ----------- | ------ | ------ | ------ |
| 2022            | Monagas         | PD              | 25         | 4          |                 | -               | -               | CL                 | 2                  | 0                  |             | -           | -           | 28     | 4      |        |
| 2023            | Monagas         | PD              | 8          | 1          |                 | -               | -               | CL                 | 3                  | 1                  |             | -           | -           | 8      | 1      |        |
| Totale Monagas  | Totale Monagas  | Totale Monagas  | 33         | 5          |                 | -               | -               |                    | 5                  | 1                  |             | -           | -           | 38     | 6      |        |
| 2024            | Los Angeles FC  | MLS             | -          | -          | USOC            | -               | -               |                    | -                  | -                  | LC          | -           | -           | -      | -      |        |
| Totale carriera | Totale carriera | Totale carriera | 33         | 5          |                 | -               | -               |                    | 5                  | 1                  |             | -           | -           | 38     | 6      |        |

### Cronologia presenze e reti in nazionale
| Cronologia completa delle presenze e delle reti in nazionale ― Venezuela | Cronologia completa delle presenze e delle reti in nazionale ― Venezuela | Cronologia completa delle presenze e delle reti in nazionale ― Venezuela | Cronologia completa delle presenze e delle reti in nazionale ― Venezuela | Cronologia completa delle presenze e delle reti in nazionale ― Venezuela | Cronologia completa delle presenze e delle reti in nazionale ― Venezuela | Cronologia completa delle presenze e delle reti in nazionale ― Venezuela | Cronologia completa delle presenze e delle reti in nazionale ― Venezuela |
| Data                                                                     | Città                                                                    | In casa                                                                  | Risultato                                                                | Ospiti                                                                   | Competizione                                                             | Reti                                                                     | Note                                                                     |
| ------------------------------------------------------------------------ | ------------------------------------------------------------------------ | ------------------------------------------------------------------------ | ------------------------------------------------------------------------ | ------------------------------------------------------------------------ | ------------------------------------------------------------------------ | ------------------------------------------------------------------------ | ------------------------------------------------------------------------ |
| 18-6-2023                                                                | Valencia                                                                 | Venezuela                                                                | 1 – 0                                                                    | Guatemala                                                                | Amichevole                                                               | -                                                                        | 61’                                                                      |
| 10-6-2025                                                                | Montevideo                                                               | Uruguay                                                                  | 2 – 0                                                                    | Venezuela                                                                | Qual. Mondiali 2026                                                      | -                                                                        | 58’                                                                      |
| Totale                                                                   |                                                                          | Presenze                                                                 | 2                                                                        |                                                                          | Reti                                                                     | 0                                                                        |                                                                          |

## Palmarès
- Lamar Hunt U.S. Open Cup: 1

Los Angeles FC: 2024